# Фудзівара но Акісуе
Фудзівара но Акісуе (*藤原 顕季, 1055  —27 вересня 1123) — середньовічний японський державний діяч, поет періоду Хейан. Засновник поетичної школи Рокудзьо.

## Життєпис
Походив з аристократичного роду Північних Фудзівара (Хокке), гілки клану Фудзівара. Нащадок Фудзівара но Уона, п'ятого сина Фудзівара но Фусасакі, засновника Хокке. Син Фудзівара но Такацуне і Фудзівара но Сінсі, яка була кормилецею майбутнього імператора Сіракава. 
Замолоду опинився у близьких, дружніх стосунках з останніх, що в подальшому сприяло кар'єрі Акісуе.  1069 року розпочав службу на посаді молодшого офіцера Лівої середньої палацової гвардії. 1071 року втратив батька. Згодом на нього культурний вплив здійснив прийомний батько Фудзівара но Санесуе. 1072 року переходить працювати до куродо-докоро (імператорського архіву). 1073 року отримує молодший п'ятий ранг.
Фудзівара но Акісуе тривалий час був провінційним очільником, як губернатор 9камі) керував провінціями Санукі (1075—1076 роки), Тамба (1078—1083 роки), Оварі (1084 рік), Ійо (1090 рік), Харіма (1094 рік), Мімасака (1102 рік).
1083 року отримав старший четвертий ранг. 1094 року призначено головою Відомства палацового ремонту (сюрі-тайфу). Завдяки цьому посада стала частиною імені — стали часто називати Сюрі-тайфу Акісуе. 1104 року надано молодший третій ранг, а 1108 року — старший третій ранг. 1122 року пішов у відстав ку з посади сюрі-тайфу. Помер 1123 року.

## Творчість
Є автором численних віршів-вака. Вони (20 віршів) увійшли до збірок «Кин'йо вака-сю», 1 вірш — до «Госю і-сю». Його поетичний стиль був дуже консервативний, який спирався на традиції віршів з «Манйосю».
Брав участь у поетичних змаганнях. Першим з них було 1078 року — Дзьоряку ні нен дайрі утаавасе, 1093 року — Ікухомон-ін неавасе, 1102 року — Хорікава-ін енсьо авасе, 1116 року — Тобаден хокумен утаавасе. завдяки успіхам в них здобув славу знаного поета=вака.
У 1105—1107 роках брав участь в укладанні імператорської поетичної антології «Хорікава-ін-но онтокі хяку-сю вака», куди увійшов один з його віршів.
1118 року заклав традицію проведення поетичних зібрань-ейгу, на яких поклонялися божеству поезії (мейдзіну) Какіномото но Хітомаро, що став вважатися покровителем школи Рокудзьо (отримала назву за маєтком Акісуе на вулиці Рокудзьо в Кіото). Засновником її став Фудзівара но Акісуе.

## Родина
З усіх синів та доньок стали відомими сини Фудзівара но Наґадзане, Фудзівара но Іеясу, Фудзівара но Акісуке. Останній очолив школу Рокудзьо.